# Fedcupový tým Německa
Tým Německa v Billie Jean King Cupu reprezentuje Německo v tenisové soutěži ženských týmů od roku 1963 pod vedením Německého tenisového svazu.
Premiérový titul Německo vybojovalo v roce 1987 před znovusjednocením jako Západní Německo, když Steffi Grafová s Claudií Kohdeovou-Kilschovou porazily Američanky 2–1 na zápasy. Druhou trofej přidaly Grafová s Anke Huberovou v ročníku 1992 po vítězství nad Španělskem 2–1. Jako poražené finalistky Němky skončily v letech 1966, 1970, 1982, 1983 a 2014.
Nejvyšší počet 27 vyhraných utkání i 10 čtyřher zaznamenala Helga Masthoffová, nejvíce 17 vítězných dvouher dosáhla Anke Huberová a Anna-Lena Grönefeldová odehrála rekordní počet 14 ročníků. Nehrajícím kapitánem je Rainer Schüttler.

## Historie
Mezi lety 1963–1989 německé hráčky reprezentovaly pouze Spolkovou republiku Německo, která se na rozdíl od Německé demokratické republiky účastnila soutěže. Východoněmecký výběr byl přihlášen do ročníku 1966, kdy ale do turnaje nezasáhl.

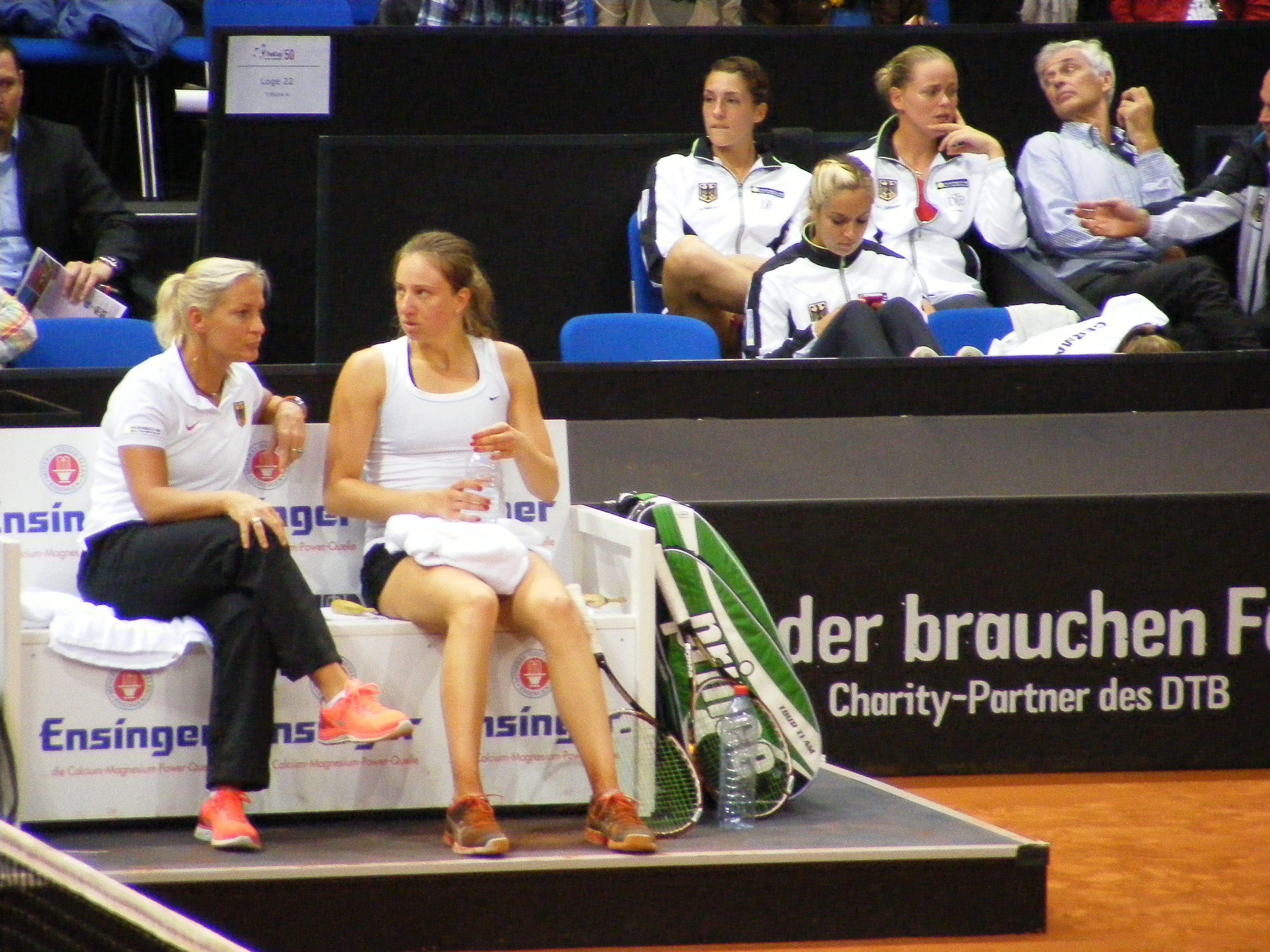
Kapitánka Barbara Rittnerová s Monou Barthelovou ve světové baráži 2013 proti Srbsku

V roce 2011 byly Němky součástí druhé světové skupiny, v níž zvítězily nad Slovinskem 5:0 a v baráži pak přehrály Spojené státy poměrem 4:1, čímž si pro rok 2012 zajistily účast v elitní světové skupině. V roce 2012 tým v 1. kole Světové skupiny v Porsche-Arena prohrál s Českou republikou 1–4 a v následné baráži nestačil ve stejné hale na Austrálii 2–3, čímž pro rok 2013 sestoupil do Světové skupiny II. V únoru 2013 hráčky porazily ve druhé etáži soutěže Francii 3:1 a prošly do baráže o světovou skupinu 2014.
Do světové skupiny se Němky vrátily v sezóně 2014 po ročním výpadku. Od sezóny 2004 pravidelně střídaly účasti v první a druhé světové skupině. Ve čtvrtfinále si v bratislavské aréně poradily se Slovenskem 3:1 na zápasy, když obě dvouhry vyhrála Angelique Kerberová a jeden bod přidala Andrea Petkovicová. V brisbaneském semifinále pak podle stejného scénáře zdolaly Australanky opět poměrem 3:1, když úvodní dvouhru získala Petkovicová a další dva singly ovládla Kerberová. Německo tak po 22 letech postoupilo do finále soutěže. V pražském souboji o titul však podlehlo České republice 1:3, když za rozhodnutého stavu pro soupeřky získal jediný bod deblový pár Sabine Lisická a Julia Görgesová.
Mediální odezvu vyvolal slavnostní ceremoniál čtvrtfinále světové skupiny Fed Cup 2017 na havajském Maui, v němž Spojené státy přivítaly německý tým. Německá hymna byla přednesena opuštěnou slokou začínající slovy „Deutschland, Deutschland über alles,“ jíž používalo také Nacistické Německo. Kapitánka Rittnerová reagovala slovy: „Je to neomluvitelný skandál. Bylo mi do breku, protože chvíle, kdy vám ve Fed Cupu hrají hymnu, je něco posvátného.“ Americká tenisová asociace se následně omluvila. Z pěti duelů byly dohrány pouze dvě dvouhry, z nichž Petkovićová odešla poražena. Další dva duely byly Němkami skrečovány a pátý se nekonal. Německo prohrálo 0:4 na zápasy a ocitlo se v baráži.

## Chronologie zápasů

### 2010–2019
| Rok  | soutěž                      | datum           | místo                 | povrch     | soupeř        | skóre | výsledek |
| ---- | --------------------------- | --------------- | --------------------- | ---------- | ------------- | ----- | -------- |
| 2010 | Světová skupina, baráž      | 6.–7. února     | Brno, Česko           | tvrdý (h)  | Česko         | 2–3   | prohra   |
| 2010 | Světová skupina, baráž      | 24.–25. dubna   | Frankfurt, Německo    | antuka     | Francie       | 2–3   | prohra   |
| 2011 | Světová skupina II          | 5.–6. února     | Maribor, Slovinsko    | antuka (h) | Slovinsko     | 4–1   | výhra    |
| 2011 | Světová skupina, baráž      | 16.–17. dubna   | Stuttgart, Německo    | antuka (h) | Spojené státy | 5–0   | výhra    |
| 2012 | Světová skupina             | 8.–9. února     | Stuttgart, Německo    | tvrdý (h)  | Česko         | 1–4   | prohra   |
| 2012 | Světová skupina, baráž      | 21.–22. dubna   | Stuttgart, Německo    | antuka (h) | Austrálie     | 2–3   | prohra   |
| 2013 | Světová skupina II          | 9.–10. února    | Limoges, Francie      | antuka (h) | Francie       | 3–1   | výhra    |
| 2013 | Světová skupina, baráž      | 20.–21. dubna   | Stuttgart, Německo    | antuka (h) | Srbsko        | 3–2   | výhra    |
| 2014 | Světová skupina             | 8.–9. února     | Bratislava, Slovensko | tvrdý (h)  | Slovensko     | 3–1   | výhra    |
| 2014 | Světová skupina, semifinále | 19.–20. dubna   | Brisbane, Austrálie   | tvrdý      | Austrálie     | 3–1   | výhra    |
| 2014 | Světová skupina, finále     | 8.–9. listopadu | Praha, Česko          | tvrdý (h)  | Česko         | 1–3   | porážka  |
| 2015 | Světová skupina             | 7.–8. února     | Stuttgart, Německo    | tvrdý (h)  | Austrálie     | 4–1   | výhra    |
| 2015 | Světová skupina, semifinále | 18.–19. dubna   | Soči, Rusko           | antuka (h) | Rusko         | 2–3   | prohra   |
| 2016 | Světová skupina             | 6.–7. února     | Lipsko, Německo       | tvrdý (h)  | Švýcarsko     | 2–3   | prohra   |
| 2016 | Světová skupina, baráž      | 16.–17. dubna   | Kluž, Rumunsko        | antuka (h) | Rumunsko      | 4–1   | výhra    |
| 2017 | Světová skupina             | 12.–13. února   | Maui, Spojené státy   | tvrdý      | Spojené státy | 0–4   | prohra   |
| 2017 | Světová skupina, baráž      | 22.–23. dubna   | Stuttgart, Německo    | antuka (h) | Ukrajina      | 3–2   | výhra    |
| 2018 | Světová skupina             | 10.–11. února   | Minsk, Bělorusko      | tvrdý (h)  | Bělorusko     | 3–2   | výhra    |
| 2018 | Světová skupina, semifinále | 21.–22. dubna   | Stuttgart, Německo    | antuka (h) | Česko         | 1–4   | prohra   |
| 2019 | Světová skupina             | 9.–10. února    | Braunschweig, Německo | tvrdý (h)  | Bělorusko     | 0–4   | prohra   |
| 2019 | Světová skupina, baráž      | 20.–21. dubna   | Riga, Lotyšsko        | tvrdý (h)  | Lotyšsko      | 3–1   | výhra    |

### 2020–2029
| Rok  | soutěž                            | datum             | místo                   | povrch     | soupeř         | skóre | výsledek |
| ---- | --------------------------------- | ----------------- | ----------------------- | ---------- | -------------- | ----- | -------- |
| 2021 | Kvalifikační kolo                 | 7.–8. února 2020  | Florianópolis, Brazílie | antuka     | Brazílie       | 4–0   | výhra    |
| 2021 | Finálový turnaj, základní skupina | 1. listopadu 2021 | Praha, Česko            | tvrdý (h)  | Česko          | 1–2   | prohra   |
| 2021 | Finálový turnaj, základní skupina | 2. listopadu 2021 | Praha, Česko            | tvrdý (h)  | Švýcarsko      | 0–3   | prohra   |
| 2022 | Kvalifikační kolo                 | 15.–16. dubna     | Nur-Sultan, Kazachstán  | antuka (h) | Kazachstán     | 1–3   | prohra   |
| 2022 | Světová skupina, baráž            | 11.–12. listopadu | Rijeka, Chorvatsko      | antuka (h) | Chorvatsko     | 3–1   | výhra    |
| 2023 | Kvalifikační kolo                 | 14.–15. dubna     | Stuttgart, Německo      | antuka (h) | Brazílie       | 3–1   | výhra    |
| 2023 | Finálový turnaj, základní skupina | 9. listopadu      | Sevilla, Španělsko      | tvrdý (h)  | Itálie         | 0–3   | prohra   |
| 2023 | Finálový turnaj, základní skupina | 10. listopadu     | Sevilla, Španělsko      | tvrdý (h)  | Francie        | 0–3   | prohra   |
| 2024 | Kvalifikační kolo                 | 12.–13. dubna     | São Paulo, Brazílie     | antuka (h) | Brazílie       | 3–1   | výhra    |
| 2024 | Finálový turnaj, osmifinále       | 15. listopadu     | Malaga, Španělsko       | tvrdý (h)  | Velká Británie | 0–2   | prohra   |

## Přehled finále: 7 (2–5)
| Výsledek  | Č. | Datum a místo konání                                                                | Němky                                                                 | Soupeřky                                                      | Skóre        | Zdroj  |
| --------- | -- | ----------------------------------------------------------------------------------- | --------------------------------------------------------------------- | ------------------------------------------------------------- | ------------ | ------ |
| Finalista | 1. | Pohár federace 1966 15. května 1966 Turín, Itálie antuka, Turin Press Sporting Club | Helga Schultzeová Edda Budingová Helga Masthoffová                    | Spojené státy                                                 | 0–3          | [ 5 ]  |
| Finalista | 1. | Pohár federace 1966 15. května 1966 Turín, Itálie antuka, Turin Press Sporting Club | Helga Schultzeová Edda Budingová Helga Masthoffová                    | Julie Heldmanová Billie Jean Kingová Carole Caldwellová       | 0–3          | [ 5 ]  |
| Finalista | 2. | Pohár federace 1970 24. května 1970 Freiburg, Německo antuka, Freiburg Tennis Club  | Helga Masthoffová Helga Höslová                                       | Austrálie                                                     | 0–3          | [ 6 ]  |
| Finalista | 2. | Pohár federace 1970 24. května 1970 Freiburg, Německo antuka, Freiburg Tennis Club  | Helga Masthoffová Helga Höslová                                       | Judy Tegartová Karen Krantzckeová                             | 0–3          | [ 6 ]  |
| Finalista | 3. | Pohár federace 1982 19. července 1982 Santa Clara, Japonsko tvrdý, Decathlon Club   | Claudia Kohde-Kilschová Bettina Bungeová                              | Spojené státy                                                 | 0–3          | [ 7 ]  |
| Finalista | 3. | Pohár federace 1982 19. července 1982 Santa Clara, Japonsko tvrdý, Decathlon Club   | Claudia Kohde-Kilschová Bettina Bungeová                              | Martina Navrátilová Chris Evertová                            | 0–3          | [ 7 ]  |
| Finalista | 4. | Pohár federace 1983 24. července 1983 Curych, Švýcarsko antuka, Albisguetli TC      | Claudia Kohde-Kilschová Eva Pfaffová Bettina Bungeová                 | Československo                                                | 1–2          | [ 8 ]  |
| Finalista | 4. | Pohár federace 1983 24. července 1983 Curych, Švýcarsko antuka, Albisguetli TC      | Claudia Kohde-Kilschová Eva Pfaffová Bettina Bungeová                 | Helena Suková Iva Budařová Marcela Skuherská Hana Mandlíková  | 1–2          | [ 8 ]  |
| Vítěz     | 1. | Pohár federace 1987 26. července 1987 Vancouver, Kanada tvrdý, Hollyburn C.C.       | Steffi Grafová Claudia Kohde-Kilschová                                | Spojené státy                                                 | 2–1          | [ 9 ]  |
| Vítěz     | 1. | Pohár federace 1987 26. července 1987 Vancouver, Kanada tvrdý, Hollyburn C.C.       | Steffi Grafová Claudia Kohde-Kilschová                                | Pam Shriverová Chris Evertová                                 | 2–1          | [ 9 ]  |
| Vítěz     | 2. | Pohár federace 1992 19. července 1992 Frankfurt, Německo antuka, Waldstadion T.C.   | Steffi Grafová Anke Huberová Barbara Rittnerová                       | Španělsko                                                     | 2–1          | [ 10 ] |
| Vítěz     | 2. | Pohár federace 1992 19. července 1992 Frankfurt, Německo antuka, Waldstadion T.C.   | Steffi Grafová Anke Huberová Barbara Rittnerová                       | Conchita Martínezová Arantxa Sánchezová Vicariová             | 2–1          | [ 10 ] |
| Finalista | 5. | Fed Cup 2014 8.–9. listopadu 2014 Praha, Česko tvrdý, O2 arena                      | Angelique Kerberová Andrea Petkovicová Sabine Lisická Julia Görgesová | Česko                                                         | 1–3 (detail) | [ 11 ] |
| Finalista | 5. | Fed Cup 2014 8.–9. listopadu 2014 Praha, Česko tvrdý, O2 arena                      | Angelique Kerberová Andrea Petkovicová Sabine Lisická Julia Görgesová | Petra Kvitová Lucie Šafářová Lucie Hradecká Andrea Hlaváčková | 1–3 (detail) | [ 11 ] |

## Složení týmu
| Rok  | Členky týmu                | Členky týmu                | Členky týmu                | Členky týmu            |
| ---- | -------------------------- | -------------------------- | -------------------------- | ---------------------- |
| 1963 | Edda Budingová             | Margot Dittmeyerová        | Renata Ostermannová        | —                      |
| 1964 | Helga Höslová              | Heide Schildknechtová      | —                          | —                      |
| 1965 | Helga Niessenová           | Heide Schildknechtová      | —                          | —                      |
| 1966 | Helga Höslová              | Edda Budingová             | Helga Niessenová           | —                      |
| 1967 | Helga Höslová              | Edda Budingová             | Helga Niessenová           | —                      |
| 1969 | Helga Niessenová           | Almut Sturmová             | Heide Schildknechtová      | —                      |
| 1970 | Helga Höslová              | Katja Ebbinghausová        | Helga Niessenová           | —                      |
| 1972 | Katja Ebbinghausová        | Helga Masthoffová          | Heide Schildknechtová      | —                      |
| 1973 | Katja Ebbinghausová        | Helga Masthoffová          | Heide Schildknechtová      | —                      |
| 1974 | Helga Höslová              | Katja Ebbinghausová        | Helga Masthoffová          | —                      |
| 1975 | Katja Ebbinghausová        | Helga Masthoffová          | —                          | —                      |
| 1976 | Helga Masthoffová          | Iris Riedelová             | Heidi Eisterlehnerová      | —                      |
| 1977 | Katja Ebbinghausová        | Helga Masthoffová          | —                          | —                      |
| 1978 | Katja Ebbinghausová        | Sylvia Haniková            | Heidi Eisterlehnerová      | —                      |
| 1979 | Katja Ebbinghausová        | Iris Riedelová             | Sylvia Haniková            | —                      |
| 1980 | Sylvia Haniková            | Bettina Bungeová           | —                          | —                      |
| 1981 | Iris Riedelová-Kühnová     | Bettina Bungeová           | —                          | —                      |
| 1982 | Claudia Kohdeová-Kilschová | Eva Pfaffová               | Bettina Bungeová           | —                      |
| 1983 | Claudia Kohdeová-Kilschová | Eva Pfaffová               | Bettina Bungeová           | Petra Keppelerová      |
| 1984 | Sylvia Haniková            | Myriam Schroppová          | Petra Keppelerová          | —                      |
| 1985 | Andrea Betznerová          | Myriam Schroppová          | Petra Keppelerová          | —                      |
| 1986 | Steffi Grafová             | Claudia Porwiková          | Claudia Kohdeová-Kilschová | Bettina Bungeová       |
| 1987 | Steffi Grafová             | Claudia Kohdeová-Kilschová | Silke Meierová             | Bettina Bungeová       |
| 1988 | Sylvia Haniková            | Claudia Kohdeová-Kilschová | Eva Pfaffová               | Isabel Cuetová         |
| 1989 | Steffi Grafová             | Claudia Kohdeová-Kilschová | Isabel Cuetová             | Bettina Bungeová       |
| 1990 | Anke Huberová              | Claudia Porwiková          | Wiltrud Probstová          | Isabel Cuetová         |
| 1991 | Anke Huberová              | Barbara Rittnerová         | Steffi Grafová             | Sabine Hacková         |
| 1992 | Anke Huberová              | Barbara Rittnerová         | Steffi Grafová             | Sabine Hacková         |
| 1993 | Anke Huberová              | Barbara Rittnerová         | Steffi Grafová             | Sabine Hacková         |
| 1994 | Anke Huberová              | Barbara Rittnerová         | Christina Singerová        | Sabine Hacková         |
| 1995 | Anke Huberová              | Barbara Rittnerová         | Meike Babelová             | Sabine Hacková         |
| 1995 | Anke Huberová              | Claudia Porwiková          | Sabine Hacková             | —                      |
| 1996 | Anke Huberová              | Christina Singerová        | Steffi Grafová             | Sabine Hacková         |
| 1997 | Barbara Rittnerová         | Elena Pampulovová          | Marlene Weingärtnerová     | —                      |
| 1997 | Anke Huberová              | Meike Babelová             | —                          | —                      |
| 1998 | Wiltrud Probstová          | Andrea Glassová            | Jana Kandarrová            | —                      |
| 1998 | Anke Huberová              | Meike Babelová             | Andrea Glassová            | Jana Kandarrová        |
| 1999 | Andrea Glassová            | Elena Pampulovová          | Jana Kandarrová            | —                      |
| 2000 | Barbara Rittnerová         | Anke Huberová              | Andrea Glassová            | —                      |
| 2001 | Anke Huberová              | Barbara Rittnerová         | Andrea Glassová            | Bianka Lamadeová       |
| 2001 | Scarlett Wernerová         | Barbara Rittnerová         | Bianka Lamadeová           | Martina Müllerová      |
| 2002 | Marlene Weingärtnerová     | Barbara Rittnerová         | Bianka Lamadeová           | Martina Müllerová      |
| 2002 | Martina Müllerová          | Barbara Rittnerová         | Bianka Lamadeová           | Anca Barnová           |
| 2003 | Anca Barnová               | Marlene Weingärtnerová     | Barbara Rittnerová         | Martina Müllerová      |
| 2003 | Anca Barnová               | Barbara Rittnerová         | Angelika Roeschová         | Vanessa Henkeová       |
| 2004 | Marlene Weingärtnerová     | Barbara Rittnerová         | Anna-Lena Grönefeldová     | Julia Schruffová       |
| 2004 | Jasmin Wöhrová             | —                          | —                          | —                      |
| 2005 | Anna-Lena Grönefeldová     | Julia Schruffová           | Anca Barnová               | Sandra Klöselová       |
| 2005 | Anna-Lena Grönefeldová     | Julia Schruffová           | Sandra Klöselová           | Angelique Kerberová    |
| 2006 | Anna-Lena Grönefeldová     | Julia Schruffová           | Martina Müllerová          | Jasmin Wöhrová         |
| 2006 | Jasmin Wöhrová             | Kathrin Wörleová           | Kristina Barroisová        | Tatjana Maleková       |
| 2007 | Anna-Lena Grönefeldová     | Sandra Klöselová           | Tatjana Maleková           | Andrea Petkovicová     |
| 2007 | Angelique Kerberová        | Tatjana Maleková           | Andrea Petkovicová         | Anna-Lena Grönefeldová |
| 2008 | Tatjana Maleková           | Julia Görgesová            | Sabine Lisická             | Anna-Lena Grönefeldová |
| 2008 | Martina Müllerová          | Angelique Kerberová        | Jasmin Wöhrová             | —                      |
| 2009 | Sabine Lisická             | Anna-Lena Grönefeldová     | Kristina Barroisová        | Tatjana Maleková       |
| 2010 | Anna-Lena Grönefeldová     | Andrea Petkovicová         | Kristina Barroisová        | Tatjana Maleková       |
| 2010 | Andrea Petkovicová         | Julia Görgesová            | Tatjana Maleková           | Kristina Barroisová    |
| 2011 | Andrea Petkovicová         | Julia Görgesová            | Tatjana Maleková           | Anna-Lena Grönefeldová |
| 2011 | Sabine Lisická             | —                          | —                          | —                      |
| 2012 | Sabine Lisická             | Julia Görgesová            | Angelique Kerberová        | Anna-Lena Grönefeldová |
| 2012 | Andrea Petkovicová         | Angelique Kerberová        | Julia Görgesová            | Anna-Lena Grönefeldová |
| 2013 | Julia Görgesová            | Sabine Lisická             | Anna-Lena Grönefeldová     | Annika Becková         |
| 2013 | Angelique Kerberová        | Mona Barthelová            | Sabine Lisická             | Anna-Lena Grönefeldová |
| 2014 | Angelique Kerberová        | Andrea Petkovicová         | Julia Görgesová            | Anna-Lena Grönefeldová |
| 2014 | Angelique Kerberová        | Andrea Petkovicová         | Sabine Lisická             | Julia Görgesová        |
| 2015 | Angelique Kerberová        | Andrea Petkovicová         | Sabine Lisická             | Julia Görgesová        |
| 2016 | Angelique Kerberová        | Andrea Petkovicová         | Julia Görgesová            | Annika Becková         |
| 2017 | Laura Siegemundová         | Andrea Petkovicová         | Julia Görgesová            | Carina Witthöftová     |
| 2017 | Angelique Kerberová        | —                          | —                          | —                      |
| 2018 | Tatjana Mariová            | Antonia Lottnerová         | Anna-Lena Grönefeldová     | Julia Görgesová        |
| 2018 | Angelique Kerberová        | —                          | —                          | —                      |
| 2019 | Tatjana Mariová            | Andrea Petkovicová         | Laura Siegemundová         | Anna-Lena Grönefeldová |
| 2019 | Julia Görgesová            | Mona Barthelová            | —                          | —                      |
| 2020 | Laura Siegemundová         | Tatjana Mariová            | Anna-Lena Friedsamová      | Antonia Lottnerová     |
| 2021 | Angelique Kerberová        | Andrea Petkovicová         | Anna-Lena Friedsamová      | Jule Niemeierová       |
| 2021 | Nastasja Schunková         | —                          | —                          | —                      |
| 2022 | Angelique Kerberová        | Jule Niemeierová           | Anna-Lena Friedsamová      | Laura Siegemundová     |
| 2022 | Eva Lysová                 | —                          | —                          | —                      |
| 2023 | Jule Niemeierová           | Tatjana Mariová            | Anna-Lena Friedsamová      | Laura Siegemundová     |
| 2023 | Eva Lysová                 | —                          | —                          | —                      |
| 2024 | Tatjana Mariová            | Anna-Lena Friedsamová      | Laura Siegemundová         | Angelique Kerberová    |
| 2024 | Jule Niemeierová           | Eva Lysová                 | —                          | —                      |

## Kapitáni

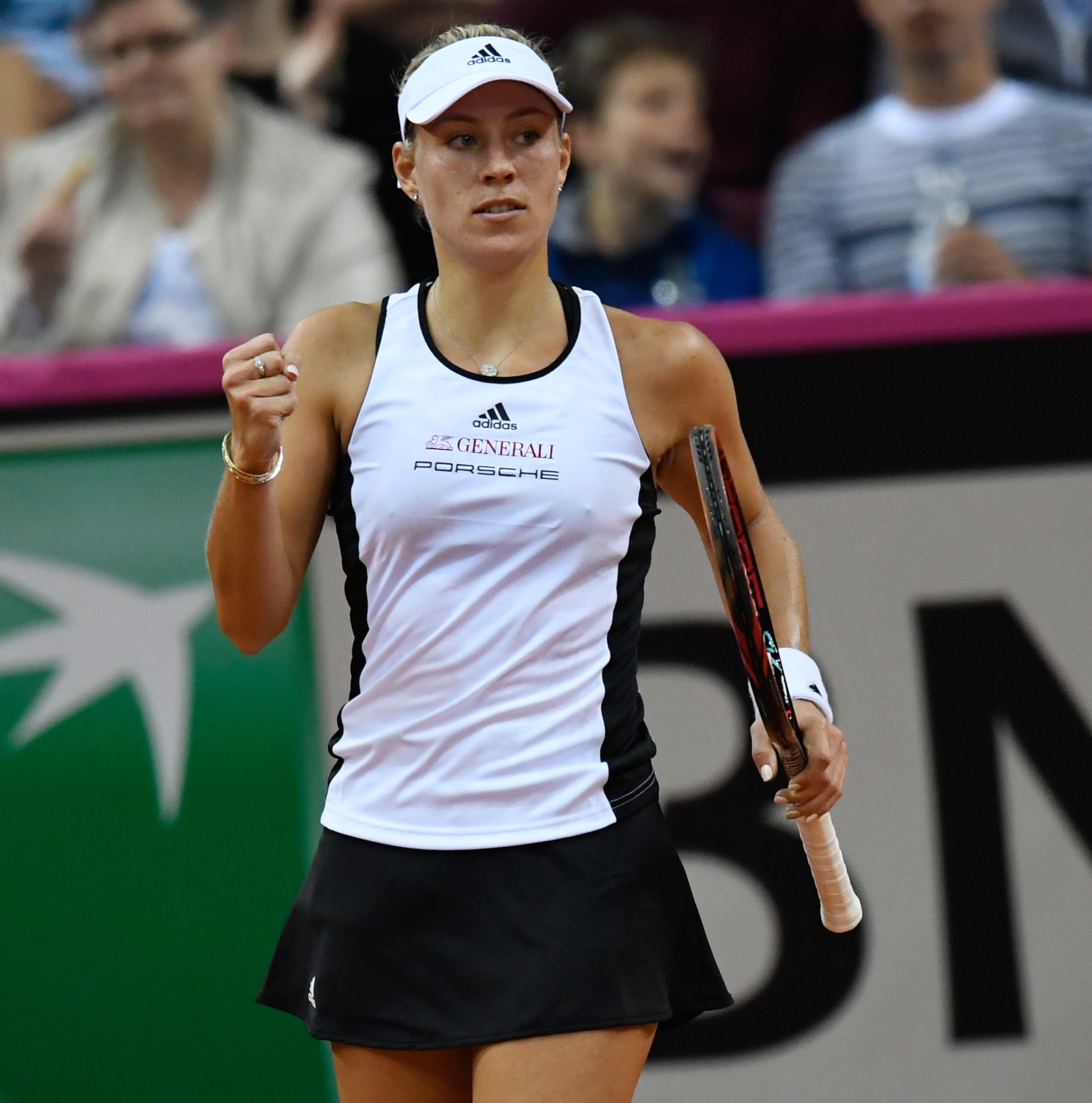
Angelique Kerberová ve světové baráži 2017 proti Ukrajině

- Eduard H. Dörrenberg: 1970
- Fritz Kuhlmann: 1973
- Klaus Hofsäss: 1984–1997
- Markus Schur: 1997–2002
- Klaus Eberhard: 2003–2004
- Barbara Rittnerová: 2005–2017
- Jens Gerlach: 2018–2019
- Rainer Schüttler: od 2020